# Ricote
Ricote és una vila i capital històrica de la Vall de Ricote, comarca del nord de la Regió de Múrcia, aproximadament al mig de l'històric Regne de Múrcia. Té una població de 1.723 habitants i posseeix un terme municipal de 87,7 km², en el qual es troben pedanies com Vite, La Bermeja, Cuesta Alta i Patruena. Encara que poblada des de la prehistòria, la seva primera constància és cap al 730, data en la qual els àrabs arriben al lloc. El punt més alt és Almeces (1.562 m).
Poblada des de la prehistòria, la constància escrita de la seva existència ve del segle viii, amb la invasió musulmana de l'antiga Cora de Todmir. Passa a convertir-se en la capital de la zona.
Va ser el lloc de naixença del cabdill Abn-Hud, que va tractar de reunificar la península musulmana en 1229.